# Paphlagonia
Paphlagonia (chữ Hi Lạp: Παφλαγονία, chữ Thổ Nhĩ Kì: Paflagonya, dịch âm: Pa-phi-la-gô-ni), một trong những địa danh cổ ở Tiểu Á, nằm ở miền trung bắc Anatolia ven bờ Biển Đen, phía đông giáp Pontus, phía tây giáp Bithynia, phía nam ngăn cách với Phrygia bởi núi Uludağ nằm ở Bithynia kéo dài về phía đông. Vết tích của nó được tìm thấy trong ghi chép của Strabo, nhà địa lí học người Hi Lạp cổ.
Nơi này có địa thế gập ghềnh và nhiều núi, lũng núi sản sinh nhiều loại trái cây như trăn Âu, mận, anh đào, lê,... Trên sườn núi có rừng rậm tốt tươi. Sau thế kỉ VII TCN, người Hi Lạp cổ hoạt động rất lâu ở nơi này. Họ thiết lập thành thị, đồng thời tiến hành thống trị như một quân chủ. Là một trong những quốc gia cổ xưa nhất ở Anatolia. Lịch sử và sự tích của nó được thấy ở trong các tác phẩm tương quan của Herodotus và Xenophon.